# Łucznica
Łucznica es un pueblo de Polonia, en Mazovia. Se encuentra en el distrito (Gmina) de Pilawa, perteneciente al condado (Powiat) de Garwolin. Se encuentra aproximadamente a 4 km al suroeste de Pilawa, 12 km al noroeste de Garwolin, y a 46 km al sureste de Varsovia. 
Entre 1975 y 1998 perteneció al voivodato de Siedlce.